# Арнолд Амалрик
Арнолд Амалрик (умро 1125) био је бискуп из Ситоа и легат папе Иноћентија III током Катарског крсташког похода.

## Биографија
Арнолд је предводио крсташку војску која је 1209. године кренула на југ Француске у борбу против Катара. Када су стигли пред град Безије (22. јул) настао је проблем како разликовати Катаре од локалног католичког становништва. Папски легат је одговорио:
Све их побијте, а Бог ће своје препознати.
Грађани Безијеа немилосрдно су поклани, а међу њима је било више католика него Катара. Арнолд је унапређен у архиепископа Нарбоне. Како није успео да се усклади са непослушним крсташима који су оспоравали његова световна (не и духовна) овлашћења, Арнолд напушта крсташки поход. Вођство преузима Симон од Монфора.